# Věra Perlingerová
Věra Perlingerová (4. prosince 1931– 31. května 2018) byla česká plukovnice letectva, která se zabývala řízením letového provozu a výrazně přispěla k jeho modernizaci. V roce 1995 byl na její počest pojmenován pasivní radiolokátor Věra.

## Život
V roce 1950 odmaturovala na Obchodní akademii v Praze, ve studiu pokračovala další dva roky na Vojenském učilišti pro ženy v Žamberku. Poté pracovala v různých funkcích v řízení letového provozu. Za jeden ze svých hlavních cílů považovala koordinaci vojenského letového provozu s civilním.
V letech 1967 až 1972 studovala na Vojenské akademii v Brně. Od roku 1980 byla členkou Meziresortní komise pro řízení vojenských a civilních letů v ČSSR. O čtyři roky později se stala její náčelnicí. V letech 1991-92 byla zástupkyní náčelníka štábu velitelství letectva.
Podle velitele Vzdušných sil Armády ČR Petra Hromka Perlingerová velkou měrou přispěla k rozvoji vzdušných sil a bezpečnosti letového provozu. V roce 1995 byl na její počest pojmenován pasivní radiolokátor Věra.
Věra Perlingerová zemřela v roce 2018 ve věku 86 let.